# European Juggling Convention

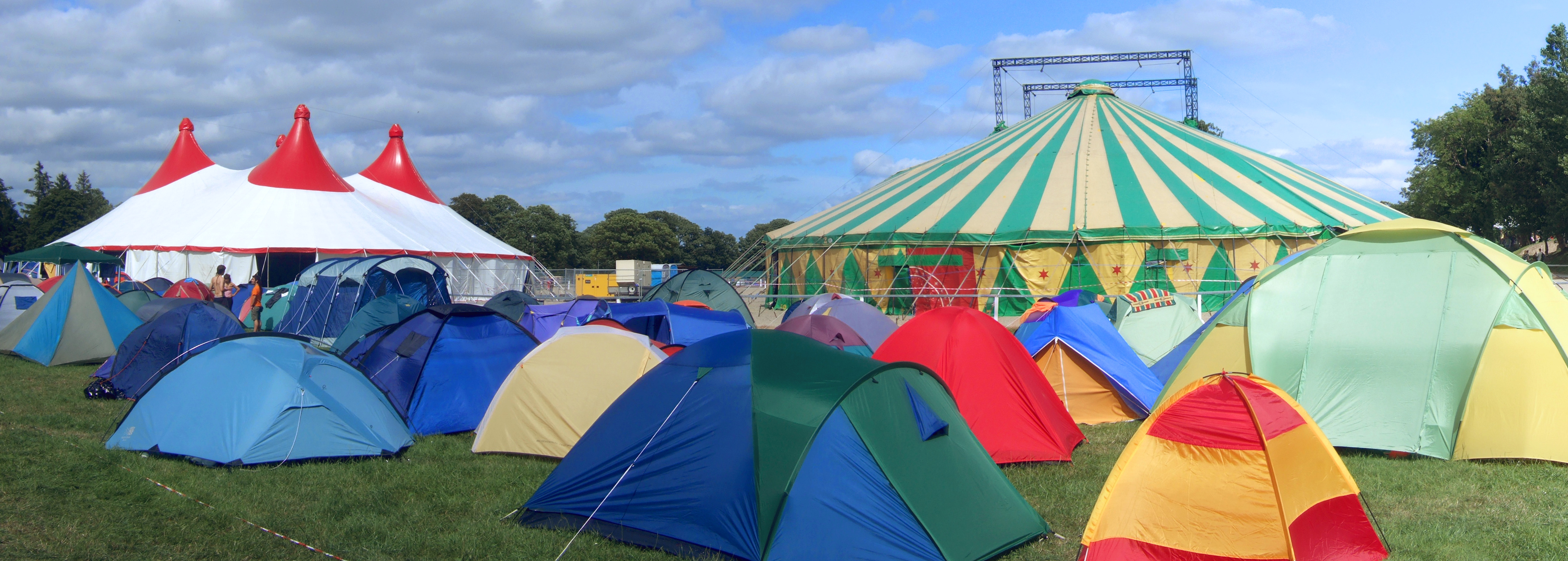
EJC 2006, Millstreet, Ierland.

Het European Juggling Convention (EJC, Europees Jongleerfestival), is het grootste jongleerevenement op de wereld en trekt duizenden bezoekers. Elk jaar wordt het in een ander Europees land gehouden. Het festival wordt georganiseerd door verschillende lokale organisaties, gesteund door de European Juggling Association (EJA). Op het festivalprogramma staan workshops voor jongleurs, shows en open podia en een parade. Het festival duurt een week. Bezoekers overnachten in hun eigen tent op het festivalterrein.
In 2016 kwam het EJC voor de derde keer naar Nederland en vond plaats in Almere. In 1989 vond het festival plaats in Maastricht en in 2001 in Rotterdam.

## Lijst van EJC's
| No. | Locatie                             | Jaar | Datum                       | Bezoekers | Organisator                                                    |  |
| --- | ----------------------------------- | ---- | --------------------------- | --------- | -------------------------------------------------------------- |  |
| 1   | Brighton, Verenigd Koninkrijk       | 1978 | 15 april - 16 april         | 11        | Lynn Thomas                                                    |  |
| 2   | Newport-on-Tay, Verenigd Koninkrijk | 1979 | 14 april - 16 april         | 12        | Lindsay Leslie                                                 |  |
| 3   | Londen, Verenigd Koninkrijk         | 1980 |                             | 60        | Tim Batson                                                     |  |
| 4   | Londen, Verenigd Koninkrijk         | 1981 |                             | 100       | Tim Batson                                                     |  |
| 5   | Kopenhagen, Denemarken              | 1982 |                             | 110       | Jonglorer md Tyngdekaften                                      |  |
| 6   | Laval, Frankrijk                    | 1983 |                             | 200       | L'Institut de Jonglage                                         |  |
| 7   | Frankfurt, Duitsland                | 1984 |                             | 400       | Schwerkraft Na Und                                             |  |
| 8   | Brussel, België                     | 1985 | 5 september - 8 september   | 600       | Cirque de Trottoir                                             |  |
| 9   | Castellar de la Frontera, Spanje    | 1986 |                             | 350       | Javier Jiminez, Hermann Klink, Fritz Brehm, Toby Philpott      |  |
| 10  | Saintes, Frankrijk                  | 1987 | 17 september - 20 september | 1000      | L'Institut de Jonglage                                         |  |
| 11  | Bradford, Verenigd Koninkrijk       | 1988 | 22 september - 25 september | 1000      | Sam Scurfield                                                  |  |
| 12  | Maastricht, Nederland               | 1989 | 31 augustus - 3 september   | 2000      | Stichting 12th European Juggling Festival                      |  |
| 13  | Oldenburg, Duitsland                | 1990 | 30 augustus - 2 september   | 2500      | Verein zur Förderung des Freizeitsports e.V.                   |  |
| 14  | Verona, Italië                      | 1991 | 29 augustus - 1 september   | 2300      | EJA: represented by Jules Howarth, Pippa Stockting, Doug Orten |  |
| 15  | Banyoles, Spanje                    | 1992 | 20 augustus - 24 augustus   | 1500      | Sue Hunt                                                       |  |
| 16  | Leeds, Verenigd Koninkrijk          | 1993 | 1 september - 5 september   | 1800      | Up in the Air Ltd.                                             |  |
| 17  | Hagen, Duitsland                    | 1994 | 2 augustus - 7 augustus     | 2000      | EJA (Deutschland) e.V.                                         |  |
| 18  | Göteborg, Zweden                    | 1995 | 11 augustus - 18 augustus   | 1100      | Snöbollen                                                      |  |
| 19  | Grenoble, Frankrijk                 | 1996 | 12 augustus - 18 augustus   | 2200      | Association Entre ciel et terre                                |  |
| 20  | Turijn, Italië                      | 1997 | 1 september - 6 september   | 1000      | Just for Joy European Association                              |  |
| 21  | Edinburgh, Verenigd Koninkrijk      | 1998 | 3 augustus - 8 augustus     | 2000      | EJC98 Ltd.                                                     |  |
| 22  | Grenoble, Frankrijk                 | 1999 | 12 augustus - 18 augustus   | 2300      | Association Entre ciel et terre                                |  |
| 23  | Karlsruhe, Duitsland                | 2000 | 5 augustus - 12 augustus    | 2750      | Pyramidaler Kleinkunst-Verein e.V.                             |  |
| 24  | Rotterdam, Nederland                | 2001 | 4 augustus - 12 augustus    | 3500      | Stichting EJC2001                                              |  |
| 25  | Bremen, Duitsland                   | 2002 | 8 augustus - 16 augustus    | 2200      | Zirkuswerkstatt e.V.                                           |  |
| 26  | Svendborg, Denemarken               | 2003 | 5 augustus - 13 augustus    | 2300      | E.J.C. 2003 Svendborg                                          |  |
| 27  | Carvin, Frankrijk                   | 2004 | 25 juli - 1 augustus        | 4487      | Ch'ti Cirq                                                     |  |
| 28  | Ptuj, Slovenië                      | 2005 | 14 augustus - 20 augustus   | 3550      | Rokodelci Juggling Association                                 |  |
| 29  | Millstreet, Ierland                 | 2006 | 9 juli - 16 juli            | 2252      | JCEvents Ltd.                                                  |  |
| 30  | Athene, Griekenland                 | 2007 | 30 juli - 5 augustus        | 2300      |                                                                |  |
| 31  | Karlsruhe, Duitsland                | 2008 | 2 augustus - 10 augustus    | 6800      | Pyramidaler KleinKunst-Verein                                  |  |
| 32  | Vitoria-Gasteiz, Spanje             | 2009 | 4 juli - 12 juli            | 4200      |                                                                |  |
| 33  | Joensuu, Finland                    | 2010 | 24 juli - 1 augustus        | 1200      | Sirkus Supiainen ry                                            |  |
| 34  | München, Duitsland                  | 2011 | 6 augustus - 14 augustus    | 7200      | EJC 2011 e.V.                                                  |  |
| 35  | Lublin, Polen                       | 2012 | 28 juli - 5 augustus        | 1540      | Fundacja Sztukmistrze                                          |  |
| 36  | Toulouse, Frankrijk                 | 2013 | 27 juli - 4 augustus        | 4500      | L’association Par Haz’Art                                      |  |
| 37  | Millstreet, Ierland                 | 2014 | 19 juli - 27 juli           | 2345      | Circus Events Ltd.                                             |  |
| 38  | Bruneck, Italië                     | 2015 | 1 augustus - 9 augustus     | 4042      |                                                                |  |
| 39  | Almere, Nederland                   | 2016 | 30 juli - 7 augustus        | 5417      | Stichting Europees Jongleerfestival 2016                       |  |
| 40  | Lublin, Polen                       | 2017 | 22 juli - 30 juli           | 2440      | Fundacja Sztukmistrze                                          |  |
| 41  | Azoren, Portugal                    | 2018 | 28 juli - 5 augustus        | 1300      | Associação Cultural de Artes Circenses dos Açores - 9'Circos   |  |
| 42  | Newark, Verenigd Koninkrijk         | 2019 | 3 augustus - 11 augustus    | 4426      | Red Hat Events                                                 |  |
| 43  | Hanko, Finland (online)             | 2021 | 23 juli - 25 juli           |           |                                                                |  |
| 44  | Tres Cantos, Spanje                 | 2022 | 6 augustus - 14 augustus    | 3200      | Asociación Circo Diverso tres cantos                           |  |
| 45  | Lublin, Polen                       | 2023 | 29 juli - 6 augustus        |           | Fundacja Sztukmistrze                                          |  |
| 46  | Ovar, Portugal                      | 2024 | 27 juli - 4 augustus        |           |                                                                |  |
| 47  | Arnhem, Nederland                   | 2025 | 2 augustus - 10 augustus    | 5000+     | Stichting Europees Jongleerfestival                            |  |
| 48  | Ptuj, Slovenië                      | 2026 |                             |           |                                                                |  |